# 2007年の映画/11月
- 3日
  - 青空のルーレット（ 日本）
  - ヴィットリオ広場のオーケストラ ( イタリア/ドキュメンタリー)
  - ALWAYS 続・三丁目の夕日（ 日本）
  - オリヲン座からの招待状（ 日本）
  - 恋空（ 日本）
  - 国道20号線（ 日本）
  - soeur~スール~TWILIGHT FILE IV（ 日本）
  - ノートに眠った願いごと（ 韓国）
  - バイオハザードIII（ アメリカ合衆国）
  - 北京の恋 四郎探母（ 中国）
  - 鳳凰 わが愛（ 日本・ 中国）
  - 僕のピアノコンチェルト（ スイス）
  - ラ・ヴァレ（ フランス）
  - レディ・チャタレー（ フランス・ ベルギー・ イギリス）
  - ONCE ダブリンの街角で（ アイルランド）
- 10日
  - Yes!プリキュア5 鏡の国のミラクル大冒険!（ 日本/アニメ）
  - いのちの食べかた（ ドイツ・ オーストリア/ドキュメンタリー）
  - カルラのリスト（ スイス/ドキュメンタリー）
  - 花蓮の夏（ 台湾）
  - 観察 永遠に君をみつめて（ 日本）
  - コンナオトナノオンナノコ（ 日本）
  - 真・女立喰師列伝（ 日本）
  - 超立体映画 ゾンビ3D（ アメリカ合衆国）
  - 沈黙の激突（ アメリカ合衆国）
  - ディスタービア（ アメリカ合衆国）
  - 転々（ 日本）
  - トウキョウ・守護天使（ 日本）
  - FUCK（ アメリカ合衆国/ドキュメンタリー）
  - ボーン・アルティメイタム（ アメリカ合衆国）
  - 4分間のピアニスト（ ドイツ）
  - マッシュルーム・クラブ（ アメリカ合衆国/ドキュメンタリー）
  - やじきた道中 てれすこ（ 日本）
  - 琉球カウボーイ、よろしくゴザイマス。（ 日本）
  - ロンリーハート（ アメリカ合衆国）
- 15日
  - 特集：冬のソナタ＜完全版＞（ 韓国）
- 17日
  - ウエイトレス 〜おいしい人生のつくりかた（ アメリカ合衆国）
  - カフカ 田舎医者（ 日本/アニメ）
  - 君の涙 ドナウに流れ ハンガリー1956（ ハンガリー）
  - 呉清源 極みの棋譜（ 中国）
  - 新・あつい壁（ 日本）
  - ソウ4（ アメリカ合衆国）
  - 富江VS富江（ 日本）
  - フライボーイズ（ アメリカ合衆国）
  - ブレードランナー ファイナルカット（ アメリカ合衆国）
  - ボビーZ（ アメリカ合衆国）
  - 眠り姫（ 日本/アニメ）
  - モーテル（ アメリカ合衆国）
- 23日
  - ナンバー23（ アメリカ合衆国）
  - マイティ・ハート/愛と絆（ アメリカ合衆国）
  - 肩ごしの恋人（ 韓国）
  - 約束（ 韓国）
  - ROBO☆ROCK（ 日本）
  - ミッドナイト・イーグル（ 日本）
- 24日
  - 愛の予感（ 日本）
  - アヴリルの恋（ フランス）
  - カーネーション/ROCK LOVE ( 日本/ドキュメンタリー)
  - 沈黙の報復（ アメリカ合衆国）
  - NOVEM ノヴェム（ アメリカ合衆国）
  - ヒッチャー（ アメリカ合衆国）
  - ライセンス・トゥ・ウェディング（ アメリカ合衆国）